# Yapen

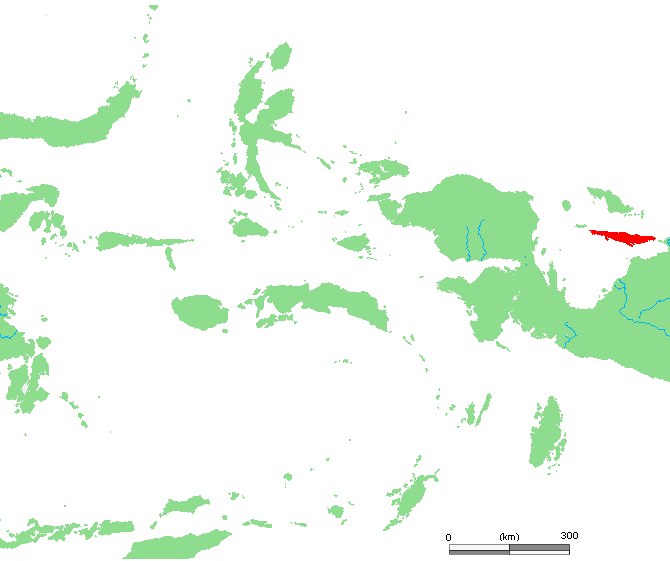
Yapen

Yapen (także Japen) – wyspa w Indonezji u wybrzeży Nowej Gwinei na Oceanie Spokojnym, zamyka wschodnią część zatoki Cenderawasih; administracyjnie należy do prowincji Papua. Największa z wysp Yapen (mniejsze to Mios Num, Kurudu oraz grupy wysp Amboi i Kuran).
Wyspa o powierzchni 2278 km², długość linii brzegowej 448,2 km. Ma wydłużony kształt i jest położona równoleżnikowo. Teren wyspy jest górzysty (wysokość do 1496 m n.p.m.) i porośnięty lasem równikowym. Występuje tam wiele rzadkich gatunków fauny, w tym trzy endemiczne (szczur Rattus jobiensis, gołąb Ducula myristicivora i Pachycephalopsis hattamensis z rodziny gwizdaczowatych). Wśród flory jest jeszcze więcej rzadkich gatunków, nie wszystkie jeszcze zostały dokładnie zbadane.
W 1995 r. utworzono rezerwat Yapen Island Nature Reserve Centre of Plant Diversity; tereny znajdujące się pod całkowitą ochroną zajmują 790 km², czyli prawie 35% powierzchni wyspy.